# 東京都道205号水根本宿線

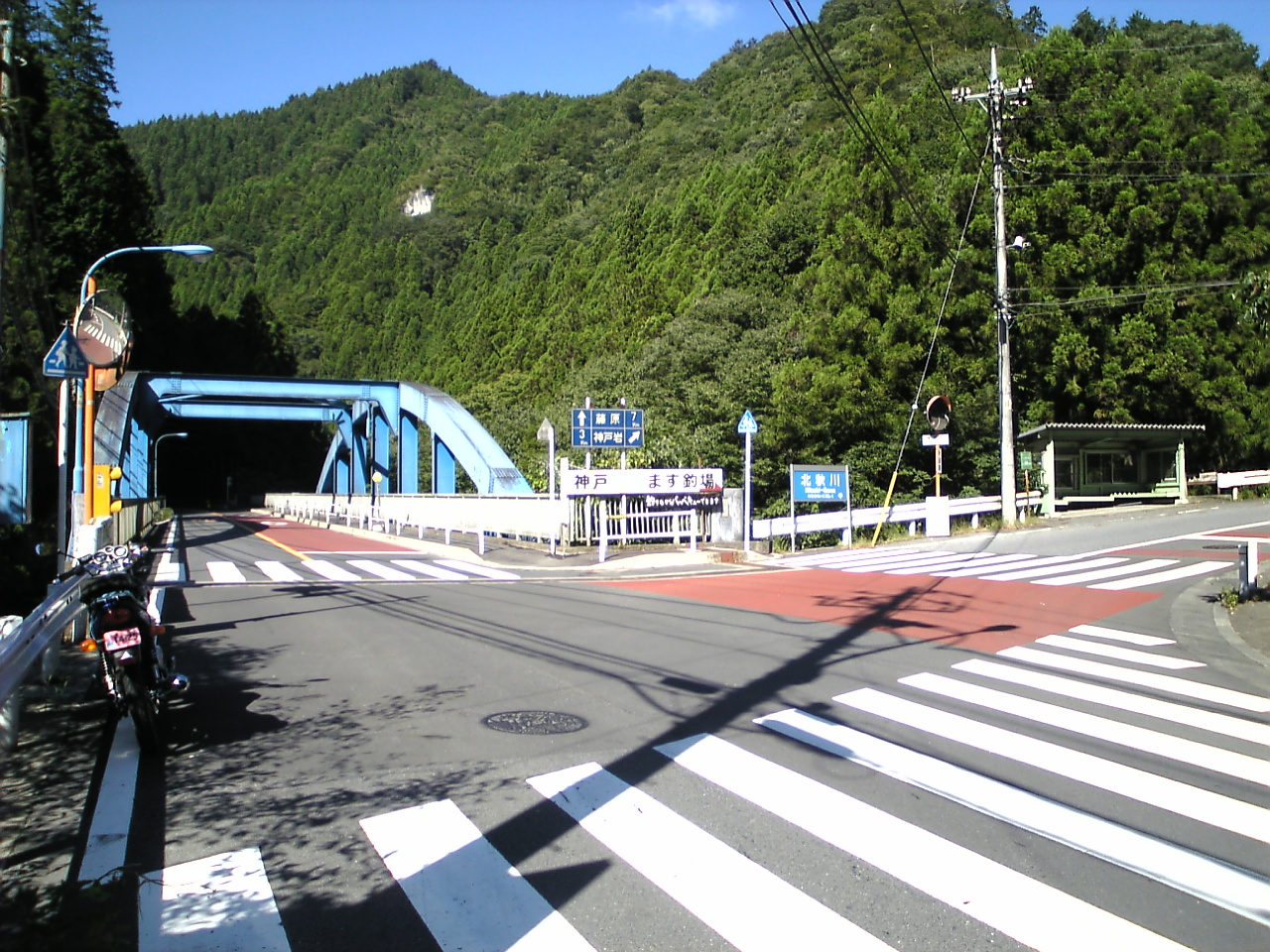
鋸山林道（右方）への分岐点（2007年9月）

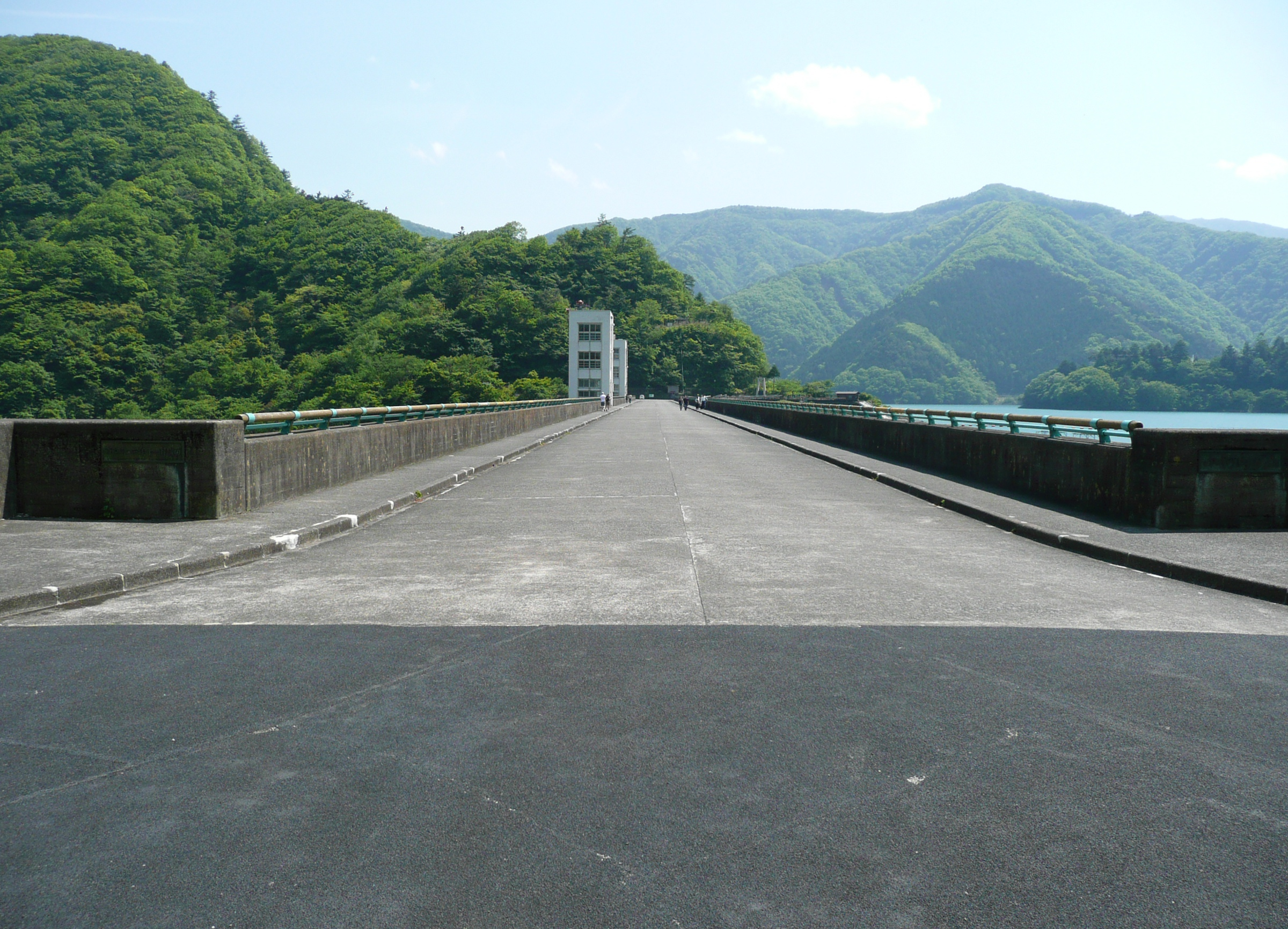
小河内ダムの天端（2012年5月）

東京都道205号水根本宿線（とうきょうとどう205ごう みずねもとしゅくせん）は東京都西多摩郡奥多摩町から西多摩郡檜原村に至る一般都道である。
奥多摩町では小河内ダムの天端を通っていて（ただし自動車通行止）、檜原村では北秋川に沿って設置されている。奥多摩町と檜原村の境界(小河内峠)周辺で不通区間となっている。

## 概要
- 起点：西多摩郡奥多摩町水根（国道411号）
- 終点：西多摩郡檜原村本宿（橘橋交点=東京都道33号上野原あきる野線）

## 通過する市町村
- 東京都
  - 西多摩郡
    - 奥多摩町
    - 檜原村

## 接続する道路
- 国道411号
- 東京都道33号上野原あきる野線
- 鋸山林道（村道を挟む）

## 橋梁
- 宮前橋
- 除毛橋(惣角沢)
- 下除毛新橋(北秋川)
- 藤倉橋(同)
- 尾崎橋(北秋川支流)
- 羽根撞橋(北秋川)
- 神大橋(同)
- 大沢橋(同)
- 共励橋(同)
- 中里橋(北秋川支流)
- 茅倉橋(北秋川支流)
- 北秋川橋(北秋川)